# Vodice, Cres
Vodice so zaselek nad strmo zahodno obalo na otoku Cres, ob glavni cesti Porozina-Cres, ki upravno spada pod mesto Cres; le-ta pa spada pod Primorsko-goransko županijo. Ime so dobile po izviru pitne vode, kar je v otoških vaseh redkost. Skozi vas poteka 45. vzporednik, na katerega spominja veliko obcestno znamenje in parkirišče z razgledno točko.

## Demografija
| Pregled števila prebivalcev po letih | Pregled števila prebivalcev po letih | Pregled števila prebivalcev po letih | Pregled števila prebivalcev po letih | Pregled števila prebivalcev po letih | Pregled števila prebivalcev po letih | Pregled števila prebivalcev po letih | Pregled števila prebivalcev po letih | Pregled števila prebivalcev po letih | Pregled števila prebivalcev po letih | Pregled števila prebivalcev po letih | Pregled števila prebivalcev po letih | Pregled števila prebivalcev po letih | Pregled števila prebivalcev po letih | Pregled števila prebivalcev po letih |
| ------------------------------------ | ------------------------------------ | ------------------------------------ | ------------------------------------ | ------------------------------------ | ------------------------------------ | ------------------------------------ | ------------------------------------ | ------------------------------------ | ------------------------------------ | ------------------------------------ | ------------------------------------ | ------------------------------------ | ------------------------------------ | ------------------------------------ |
| 1857                                 | 1869                                 | 1880                                 | 1890                                 | 1900                                 | 1910                                 | 1921                                 | 1931                                 | 1948                                 | 1953                                 | 1961                                 | 1971                                 | 1981                                 | 1991                                 | 2001                                 |
| 0                                    | 0                                    | 29                                   | 35                                   | 43                                   | 47                                   | 0                                    | 0                                    | 58                                   | 46                                   | 33                                   | 31                                   | 25                                   | 12                                   | 12                                   |